# Osceola, Arkansas
Osceola là một thành phố thuộc quận Mississippi, tiểu bang Arkansas, Hoa Kỳ. Năm 2010, dân số của thành phố này là 7757 người.

## Dân số
- Dân số năm 2000: 8875 người.
- Dân số năm 2010: 7757 người.